# Robin Tyler
Robin Tyler (Winnipeg, 8 de abril de 1942), nacida como Arlene Chernick, es una cómica y activista canadiense. Fue la primera cómica lesbiana o gay en aparecer en la televisión nacional, feminista y pionera en la lucha de base por los derechos civiles LGBTQ y el matrimonio igualitario en Estados Unidos, y productora. Fue maestra de ceremonias y produjo el escenario principal en tres marchas en Washington por los derechos LGBTQ, incluida la histórica primera Marcha nacional en Washington por los derechos de lesbianas y gays de 1979. Tyler acuñó la frase "Estamos en todas partes" como un grito de guerra para la comunidad LGBTQ. Este se convirtió en el poderoso canto característico de la marcha de 1979, que apareció en pancartas y carteles. El canto "Estamos en todas partes" ha continuado como un grito de guerra popular por la igualdad LGBTQ.

## Trayectoria
Nació Winnipeg, Canadá y en 1962 se mudó a la ciudad de Nueva York desde Manitoba, Canadá, cuando tenía 20 años. Uno de sus primeros trabajos fue en el famoso Club 82 de la ciudad de Nueva York, un club nocturno conocido por sus imitadoras femeninas y actuaciones drag. Tyler, en su personificación de Judy Garland, tomó esta actuación de género y "la subvirtió aún más [...] ya que era una mujer que pretendía ser un hombre que pretendía ser una mujer". Le ofrecieron el trabajo haciéndose pasar por Garland después de quedar atrapada en una redada policial en uno de los famosos bailes de drag de la ciudad. Junto con las drag queens, fue acusada de violaciones de la infame regla de los "tres elementos" o "tres artículos". Esta "regla" informal fue utilizada por la policía de Nueva York, y la policía de todo el país en ese momento, para atacar a las personas queer que usaban públicamente tres o más prendas que no coincidían con su género asignado. A pesar de insistir ante la policía en que era una mujer, Tyler se encontró en una cárcel de Nueva York. Con su única llamada telefónica, llamó ingeniosamente al New York Post. El titular del día siguiente decía: "La policía agarra a 44 hombres y a una chica de verdad con pantalones". Tyler fue liberada de inmediato.

### Activismo
Produjo y fue la maestra de ceremonias de los escenarios principales de las tres primeras marchas históricas de gays y lesbianas en Washington D. C., y convocó en 1979 la primera Marcha nacional en Washington por los derechos de gays y lesbianas, que inicialmente se consideró controvertida incluso entre las comunidades LGBTQ. Tras el asesinato de Harvey Milk el 27 de noviembre de 1978, personas LGBTQ de todo el país se levantaron en ira y protesta, inundando Washington D. C. La primera marcha tuvo lugar el 14 de octubre de 1979 y reunió entre 75.000 y 125.000 personas LGBT al recinto del Monumento a Washington.
En 1987, en la Segunda marcha nacional en Washington por los Derechos de Lesbianas y Gays, Tyler, vestida con un esmoquin negro como maestra de ceremonias del evento, produjo The Wedding en un escenario especial construido en el Washington Mall. Más de 6.000 personas asistieron a The Wedding, donde cientos de parejas homosexuales participaron en una ceremonia de matrimonio simulada en protesta por el hecho de que a las personas LGBT no se les permitía casarse legalmente. Esta fue la primera protesta y acto de desobediencia civil masiva en apoyo del matrimonio homosexual en los Estados Unidos.
En 2004, Tyler y su esposa, Diane Olson, fueron la primera pareja en presentar una demanda contra el estado de California por el derecho a casarse, iniciando una batalla legal de siete años por el matrimonio igualitario en el estado. Al final, su exitosa demanda llevó el matrimonio igualitario a California. Tras ganar su demanda, Tyler y Olson se convirtieron en la primera pareja de lesbianas casada en Los Ángeles. El Concejo Municipal de Los Ángeles votó unánimemente que el día de su boda, el 16 de junio de 2008, debería conocerse oficialmente como “Día del Matrimonio Igualitario”.
En 2000, cuando la locutora de radio Laura Schlessinger llamó a las personas LGBTQ "errores biológicos", entre otros insultos, Tyler se convirtió en la Coordinadora Nacional de Protesta de StopDrLaura.com, encabezando una campaña contra la propaganda homofóbica de Schlessinger. Posteriormente se llevaron a cabo protestas en todo el país, incluida una producida por Tyler frente a Paramount Studios, la compañía programada para producir el nuevo programa de entrevistas televisivo sindicado de Schlessinger. Paramount Studios respondió prometiendo que el Dr. Schlessinger ya no expresaría sentimientos anti-gay. 
En 2003, mientras la Corte Suprema de los Estados Unidos escuchaba el caso Lawrence contra Texas, Tyler coorganizó manifestaciones nacionales en el país. Cuando se tomó la decisión del tribunal afirmando que las leyes de sodomía eran anticonstitucionales, miles de activistas de los derechos LGBTQ convocados por Tyler se reunieron en celebraciones en todo el país.

### Cómica
En 1978, Tyler se convirtió en la primera lesbiana en la televisión nacional de EE. UU. en un especial de comedia de Showtime presentado por Phyllis Diller. El documental de Netflix de 2024, Sobresaliente: una revolución de la comedia, documenta la historia temprana de la comedia stand-up LGBTQ y presenta a Tyler como una de las figuras más influyentes del género. La película capturó a Tyler reflexionando sobre lo que significaba ser una lesbiana feminista en la década de 1960 y el precio a pagar por estar encerrada: "Los armarios son ataúdes verticales", declara en la película, "Todo lo que haces es asfixiarte hasta la muerte."
Tyler ha lanzado dos álbumes de comedia, "Always a Bridesmaid Never A Groom" en 1979 y "Just Kidding" en 1985. En su carrera anterior, fue la otra componente del dúo de comedia feminista y lesbiana Harrison y Tyler. Cuando Tyler y su pareja Pat Harrison se enfrentaron a la cruzada anti-gay Anita Bryant como parte de su acto televisivo, Tyler comentó con humor: "No me importa que nazcan de nuevo, pero ¿tienen que volver como ellos mismos?". ABC canceló rápidamente su contrato televisivo.

### Festivales de música lésbica
Junto con las marchas de lesbianas y gays en Washington, Tyler también produjo 25 festivales populares de música y comedia para mujeres, incluido el Festival anual de comedia y música para mujeres de la costa oeste, que se desarrolló entre 1980 y 1994. Los suyos fueron los primeros festivales de mujeres transinclusivas del país.

### Matrimonio
En 2004, Tyler y Diane Olson, fueron la primera pareja en presentar una demanda contra el estado de California por el derecho al matrimonio, iniciando una batalla legal de siete años por el matrimonio igualitario en el estado. Tras ganar su demanda, Tyler y Olson en junio de 2008 se convirtieron en la primera pareja de lesbianas que se casaron en Los Ángeles. Se casaron con la rabina Denise Eger. El Concejo Municipal de Los Ángeles votó unánimemente por que el 16 de junio de 2008, el día de su boda, fuera reconocido oficialmente como “Día del Matrimonio Igualitario”.